# Tianzhou (ruimtevaartuig)
Tianzhou (Chinees: 天舟; pinyin: Tiān Zhōu; Nederlands: Hemels schip) is een Chinees vrachtruimtevaartuig dat is ontwikkeld voor de bevoorrading van het Tiangong ruimtestation in het kader van het Shenzhouprogramma.

## Inleiding
Het Tianzhou-ruimtevaartuig is in gebruik bij de China National Space Administration en wordt gebouwd door de China Aerospace Science and Technology Corporation (CASC). Het ruimtevaartuig kan zelfstandig manoeuvreren en staat onder controle van een grondstation, Het kan een ruimtestation tussen 300 en 400 kilometer boven het aardoppervlak ondersteunen. Het koppelen van het ruimtevaartuig gebeurt automatisch en het vaartuig is gecertificeerd voor een aanmeerperiode van meerdere maanden bij het ruimtestation.
Tianzhou vertoont meerdere gelijkenissen met de Tiangong-1 en 2 ruimtevaartuigen inclusief de structuur met drie secties, een servicemodule in het achterschip met de voortstuwings- en aandrijfsystemen, een tussenmodule en de onder druk staande vrachtruimte afgedekt door het voorluik van het dockingsysteem van het ruimtevaartuig. Het voertuig is ongeveer 10,6 meter lang en een diameter van 3,3 meter rond de vrachtruimte terwijl de servicemodule een kleinere diameter heeft van 2,8 meter. Het ruimtevaartuig heeft een massa van 7000 kilogram en kan een vracht van 6500 kg vervoeren, die omvang is mede afhankelijk van de lanceercapaciteit van de draagraket.

## Eigenschappen
Het Tianzhou-ruimtevaartuig is in staat tot het vervoeren van vracht onder druk, semi-druk en zonder druk, waardoor alle soorten ladingen naar het Chinese ruimtestation kunnen worden gebracht. Het vaartuig wordt gelanceerd vanaf lanceerbasis Wenchang op het eiland Hainan waarbij gebruik wordt gemaakt van een Lange Mars 7 draagraket.
De eerste lancering vond plaats op 20 april 2017 met als bestemming Tiangong 2, een testmodule van het Tiangong ruimtestation.
Tijdens de Tianzhou 4 missie werd bekend dat vanuit het Tianzhou ruimtevaartuig ook cubesats kunnen worden gelanceerd. Na vertrek vanaf het Tiangong-ruimtestation en voorafgaand aan zijn gecontroleerde afdaling richting de Aarde heeft Tianzhou-4 een kleine satelliet vrijgegeven. De lancering van de Zhixing-3A-satelliet was niet aangekondigd maar werd onthuld door de bouwers van de cubesat en zijn serviceproviders en later in een baan om de aarde gevolgd door de United States Space Force (USSF).

## Specificaties
Vanwege het modulaire ontwerp kan het vrachtschip worden aangepast voor verschillende missies, hierbij blijven de buitenafmetingen en het maximale laadvermogen altijd gelijk.
| Beschrijving                   | Omvang   |
| ------------------------------ | -------- |
| Totale lengte                  | 10.6 m   |
| Lengte servicemodule           | 3.3 m    |
| Diameter servicemodule         | 2.8 m    |
| Lengte vrachtmodule            | 6.3 m    |
| Diameter vrachtmodule          | 3.35 m   |
| Spanwijdte van de zonnepanelen | 14.9 m   |
| Eigen gewicht                  | 7000 kg  |
| Maximaal vrachtgewicht         | 6500 kg  |
| Maximaal lanceergewicht        | 13500 kg |
| Verhouding vracht/lancering    | 50.4%    |
| Capaciteit brandstof           | ~2000 kg |

## Missies
| Nummer | Ruimtevaartuig | Lancering  | Draagraket | Lanceerbasis  | Aanmeren   | Ontkoppeling | Opmerking                                                                              |
| ------ | -------------- | ---------- | ---------- | ------------- | ---------- | ------------ | -------------------------------------------------------------------------------------- |
| 1      | Tianzhou 1     | 20-04-2017 | LM 7       | Wenchang LC-2 | 21-04-2017 | 22-09-2017   | Eerste vlucht van het Tianzhou-ruimtevaartuig. Eerste Tianzhou vlucht naar Tiangong 2. |
| 2      | Tianzhou 2     | 29-05-2021 | LM 7       | Wenchang LC-2 | 29-05-2021 | 27-03-2022   | Eerste vlucht naar het Tiangong ruimtestation.                                         |
| 3      | Tianzhou 3     | 20-09-2021 | LM 7       | Wenchang LC-2 | 20-09-2021 | 17-07-2022   | Tweede vlucht naar het Tiangong ruimtestation.                                         |
| 4      | Tianzhou 4     | 09-05-2022 | LM 7       | Wenchang LC-2 | 10-05-2022 | 09-11-2022   | Derde vlucht naar het Tiangong ruimtestation.                                          |
| 5      | Tianzhou 5     | 12-11-2022 | LM 7       | Wenchang LC-2 | 12-11-2022 | 12-09-2023   | Vierde vlucht naar het Tiangong ruimtestation.                                         |
| 6      | Tianzhou 6     | 10-05-2023 | LM 7       | Wenchang LC-2 | 10-05-2023 | 12-01-2024   | Vijfde vlucht naar het Tiangong ruimtestation.                                         |
| 7      | Tianzhou 7     | 17-01-2024 | LM 7       | Wenchang LC-2 | 17-01-2024 | 10-11-2024   | Zesde vlucht naar het Tiangong ruimtestation.                                          |
| 8      | Tianzhou 8     | 15-11-2024 | LM 7       | Wenchang LC-2 | 15-11-2024 |              | Zevende vlucht naar het Tiangong ruimtestation.                                        |

## Vergelijkbare bevoorradingsruimtevaartuigen
- Progress - een vrachtvoertuig dat momenteel wordt gebruikt door de Russische ruimtevaartorganisatie Roskosmos.
- Automated Transfer Vehicle - een vrachtvoertuig dat werd gebruikt door de Europese Ruimtevaartorganisatie (ESA) in de periode 2008-2014.
- Cygnus - een onbemand bevoorradingsschip dat is ontwikkeld door Northrop Grumman onder het Amerikaanse Commercial Resupply Services (CRS)- programma voor de bevoorrading van het Internationaal ruimtestation (ISS).
- H-II Transfer Vehicle - Japans onbemand ruimtevaartuig dat door JAXA wordt ingezet om het ISS te bevoorraden.
- Cargo Dream Chaser- een vrachtvariant van het herbruikbare SNC- ruimtevliegtuig met Shooting Star-module.
- Dragon cargo-ruimtevaartuig - een herbruikbaar vrachtvoertuig ontwikkeld door SpaceX, onder Amerikaans Commercial Resupply Services, CRS-programma.

Ruimtevaartuig: Shenzhou · Tianzhou

Onbemand: Shenzhou 1 · Shenzhou 2 · Shenzhou 3 · Shenzhou 4 · Shenzhou 8

Bemand afgerond: Shenzhou 5 · Shenzhou 6 · Shenzhou 7 · Shenzhou 9 · Shenzhou 10 · Shenzhou 11 · Shenzhou 12 · Shenzhou 13 · Shenzhou 14 · Shenzhou 15 · Shenzhou 16 · Shenzhou 17 · Shenzhou 18

Bemand bezig: Shenzhou 19

Bemand gepland: Shenzhou 20 · Shenzhou 21

Gerelateerd: Tiangongprogramma · Tiangong 1 · Tiangong 2 · Tiangong ruimtestation · Lijst van bemande expedities naar het ruimtestation Tiangong · Lange Mars (raketfamilie) · Lanceerbasis Jiuquan